# 高橋乗宣
高橋 乗宣（たかはし じょうせん、1940年1月18日 - ）は、日本の経済学者、エコノミスト。

## 略歴
広島県高田郡美土里町の浄土真宗本願寺派敬覚寺に長男として生まれる。
崇徳高校、東京教育大学文学部卒業。1970年、同大大学院社会学研究科博士課程満期退学。
大学講師を経て1973年、三菱総合研究所入社。主席研究員、参与、研究理事など景気予測チームの主査を長く務めた。IWJによると、福田赳夫内閣の経済成長率予測7.1%に対し4.1％と予測して、バブル崩壊後の日本経済を的確に予測するなど、短期的な景気予測では、別名、悲観の乗宣と呼ばれる。
三菱総研顧問となった2000年より明海大学大学院教授。2001年から崇徳学園理事長。その後、下記の著作リストの通り、「今年は最悪の不況がやってくる」といった類いの著作を2008年版を除き毎年定期的に出版。しかしその後飽きたのか2016年版を最後に出版されていない。
2005年には相愛大学学長に就任し、2010年まで務めた。
日刊ゲンダイに『高橋乗宣の日本経済一歩先の真相』を連載していたが、2019年4月で連載を終える。

## 著作リスト
- 『繁栄経済の落とし穴 - 円高・保護主義,日本はどうなる』（学習研究社、1988年）
- 『日本経済の底力 - 復活への予兆』（徳間書店、1992年）
- 『平成不況-100の症状と処方箋 - 景気・会社・株・土地暮らしはどうなるか』（日本実業出版社、1993年）
- 『老衰国家への危機 - 高橋乗宣が日本経済の半歩先を読む2』（ごま書房、1995年）
- 『日本経済これから2年が正念場 - 借金企業・大淘汰の始まり』（PHP研究所、2000年）
- 『2001年日本経済 バブル後最悪の年になる! 』(東洋経済新報社、2000年)
- 『2002年日本経済―21世紀型恐慌の最初の年になる! 』(東洋経済新報社、2001年)
- 『日本経済の破断界 - 資本主義は崩壊し市場主義の専制が始まる』（ビジネス社、2002年）
- 『日本経済これから2年が正念場 - 借金企業・大淘汰の始まり』（PHP研究所、2002年）
- 『2003年日本経済 世界恐慌突入の年になる!』(東洋経済新報社、2002年)
- 『2004年 日本経済　円高デフレの恐怖が襲来する！』(東洋経済新報社、2003年)
- 『"カミカゼ"景気 - ダイナミックな回復の始まり』（ビジネス社、2004年）
- 『2005年日本経済世界同時失速の年になる!』(東洋経済新報社、2004年)
- 『2006年日本経済―日米同時崩落の年になる! 』(東洋経済新報社、2005年)
- 『2007年日本経済―長期上昇景気に陥穽あり! 』(東洋経済新報社、2006年)

### 編著
- 『あらすじで読む「日本経済」 - いまさら人に聞けない常識がわかる!』（PHP研究所、2005年）

### 共著
- 『ヘビーデューティの経済学 - 危機のあとに見えるもの』（平凡社、1987年）
- 『ドルは甦るか - ドル興亡史になにをみるか』（浜矩子との共著、日本評論社、1992年）
- 『日本経済「悪魔の選択」はあるか - 新しい経営のすすめ』（牧野昇との共著、徳間書店、1994年）
- 『本当の経済本物の経営』（船井幸雄との共著、徳間書店、1998年）
- 『日本國の経営學 - それでも日本経済は復活する!』（木村剛との共著、アスキー・コミュニケーションズ、2002年）
- 『2009-2019年 大恐慌 失われる10年』浜矩子共著（フォレスト出版、2009年）（ISBN 978-4894519091）
- 『2010年日本経済―「二番底」不況へ突入する!』浜矩子共著 東洋経済新報社 2009 （ISBN 978-4492395257）
- 『2011年日本経済ソブリン恐慌の年になる!』浜矩子共著 東洋経済新報社 2010 （ISBN 978-4492395424）
- 『2012年資本主義経済大清算の年になる = 2012: The Year Capitalism Unravels』浜矩子共著 東洋経済新報社 2011 （ISBN  978-4492395608)
- 『2013年世界経済総崩れの年になる! = All Fall Down:The Year of the Great Collapse』浜矩子共著 東洋経済新報社 2012 (ISBN 978-4492395776)
- 『2014年 戦後最大級の経済危機がやって来る!』浜矩子共著 東洋経済新報社 2013 （ISBN 978-4492395943）
- 『2015年日本経済 景気大失速の年になる!』浜矩子共著 東洋経済新報社 2014 （ISBN 978-4492396094）
- 『2016年日本経済 複合危機襲来の年になる!』浜矩子共著 東洋経済新報社 2015 （ISBN 978-4492396261）